# Abrod
Abrod este o arie protejată (arie specială de conservare — SAC, sit de importanță comunitară — SCI) din Slovacia întinsă pe o suprafață de 162,34 ha, integral pe uscat.

## Localizare
Centrul sitului Abrod este situat la coordonatele 48°31′57″N 16°59′46″E / 48.5325°N 16.996111°E.

## Înființare
Situl Abrod a fost declarat sit de importanță comunitară în aprilie 2004 pentru a proteja 2 specii de plante și 30 de specii de animale. Situl a fost protejat și ca arie specială de conservare în martie 2004.

## Biodiversitate
Situată în ecoregiunea panonică, aria protejată conține 4 habitate naturale: Cursuri de apă de la nivel de câmpie la nivel montan, cu vegetație Ranunculion fluitantis și Callitricho-Batrachion, Mlaștini alcaline, Fânețe de joasă altitudine (Alopecurus pratensis, Sanguisorba officinalis), Pajiști cu Molinia pe soluri calcaroase, turboase sau argilos-nămoloase (Molinion caeruleae).
La baza desemnării sitului se află mai multe specii protejate:
- plante (2): Cirsium brachycephalum, Gladiolus palustris
- păsări (19): lăcar mare (Acrocephalus arundinaceus), lăcar-de-lac (Acrocephalus scirpaceus), gârliță mare (Anser albifrons), gâscă cenușie (Anser anser), gâscă de semănătură (Anser fabalis), rață-cu-cap-castaniu (Aythya ferina), erete vânăt (Circus cyaneus), erete cenușiu (Circus pygargus), egretă albă (Egretta alba), presură de stuf (Emberiza schoeniclus), lișiță (Fulica atra), becațină comună (Gallinago gallinago), stârc pitic (Ixobrychus minutus), sfrânciocul cu frunte neagră (Lanius minor), Locustella naevia, gușă albastră (Luscinia svecica), stârc de noapte (Nycticorax nycticorax), mărăcinar negru (Saxicola torquatus), corcodel mic (Tachybaptus ruficollis)
- amfibieni (1): buhai de baltă cu burta roșie (Bombina bombina)
- mamifere (2): castor (Castor fiber), liliac comun (Myotis myotis)
- nevertebrate (5): rădașcă (Lucanus cervus), fluturele purpuriu (Lycaena dispar), phengaris nausithous (Maculinea nausithous), Maculinea teleius, Vertigo angustior
- pești (3): zvârluga (Cobitis taenia), țipar (Misgurnus fossilis), boarță (Rhodeus sericeus amarus)

Pe lângă speciile protejate, pe teritoriul sitului au mai fost identificate 115 specii de plante, 9 specii de amfibieni, 4 specii de mamifere, 54 de specii de nevertebrate, 1 specie de reptile.